# Possum à queue en anneau
Pseudocheirus peregrinus
Espèce
Statut de conservation UICN

 LC  : Préoccupation mineure
Pseudocheirus peregrinus (en anglais Common Ringtail Possum, soit possum à queue en anneau) est un marsupial australien, C'est un animal arboricole, herbivore, nocturne.

## Description
De la taille d'un chat, il mesure 60 à 70 cm de la tête à l'extrémité de la queue, la queue étant aussi longue que le corps et souvent enroulée en boucles d'où son nom. Il pèse entre 550 et 1100 g. Le pelage est gris avec des taches claires derrière les yeux. Le ventre est généralement crème. Il possède une longue queue préhensile, utilisée comme cinquième membre pour grimper ou transporter des objets, qui devient blanche sur le dernier quart de sa longueur. Les pattes ont cinq doigts et aux pattes arrière le premier est dépourvu de griffes et opposable aux autres. Les doigts munis de griffes des pattes avant présentent un intervalle libre entre le deuxième et le troisième rayon, les rendant opposables aux autres doigts, ce qui lui permet de grimper plus facilement dans les arbres où il passe ses journées dans un nid – qui peut être communautaire – de branches et de feuilles construit par ses soins dans le creux d'un tronc, une grosse fourche d'arbres ou la canopée.

## Alimentation
Il se nourrit de  feuilles d'arbres autochtones – y compris l’eucalyptus qu'il est avec le koala l'un des rares animaux à pouvoir consommer – ou importés, de fleurs et de fruits qu'il peut parfois même dérober dans les jardins. Comme les lapins, il reconsomme une partie de certains de ces fèces qu'il a déposées dans son nid, ce qui lui permet de mieux utiliser les produits de dégradation de sa flore intestinale.

## Habitat
C'est un animal commun, ne craignant pas la compagnie des hommes. On peut le voir dans les jardins la nuit (où il dévore fleurs et fruits), sur les pylônes électriques et il peut même s'installer dans les greniers des maisons. On le trouve dans le Queensland, la Nouvelle-Galles du Sud, l'État de Victoria et l'Australie-Méridionale

## Mode de vie
Il vit généralement en groupe formé d'un mâle, d'une ou deux femelles et de deux générations de petits.

## Reproduction
La femelle donne naissance à deux jeunes entre avril et novembre qu’elle garde dans sa poche marsupiale pendant quatre mois avant de les porter accrochés sur son dos. C’est la seule espèce de possums où le mâle porte ses petits lorsque la femelle va se nourrir. Les petits resteront avec leurs parents jusqu’à dix-huit mois, âge auquel ils atteignent leur maturité sexuelle et quittent leurs parents pour fonder leur famille.